# Ishtar Lakhani
Ishtar Lakhani és una feminista, activista sud-africana, autodefinida com creadora de problemes (trouble-maker, en anglès) en el camp de la defensa de la justícia social.
Després d'haver obtingut un màster en antropologia a la Universitat de Witwatersrand, la seva carrera ha anat des de la coordinació d'una xarxa de defensa feminista radical per a les supervivents de l'violència sexual (la campanya 1 de 9 o 1 in 9 campaign) fins a l'elaboració d'entrepans a Love and Revolution, una llibreria activista, sandvitxeria i espai comunitari que ella mateixa ha fundat.
El 2020 forma part d'un grup d'activistes que col·labora amb organitzacions de justícia social per enfortir els seus enfocaments de defensa dels drets humans dels treballadors sexuals i a favor de la despenalització total del treball sexual. És la gerent de defensa dels drets humans del grup de treball d'educació i defensa dels treballadors sexuals (SWEAT), una organització amb seu a Sud-àfrica. La seva passió rau en l'activisme creatiu i la fusió experimental de la fantasia i la realitat, de l'art i l'activisme, en un intent d'imaginar i promulgar com podria ser un món més igualitari i just. Una altra passió seva és ser una espina constant del departament de justícia sud-africà.
Ishtar Lakhani és alumna de les formacions del Centre d'Activisme Artístic i ha anat formant i desenvolupant accions amb el Centre en múltiples campanyes.
Lakhani va figurar a la llista de les 100 dones més influents de l'any 2019 que publica la BBC anualment.